# Ossian Dahlgren
Karl Vilhelm Ossian Dahlgren, även K.V. Ossian Dahlgren, född 19 juli 1888 i Arboga, död 7 december 1976, var en svensk biolog, ursprungligen botaniker, huvudsakligen verksam som lärare. Dahlgrens rasbiologiska verksamhet uppmärksammades 2002 då sondottern Eva F. Dahlgren publicerade en biografi över honom under titeln Farfar var rasbiolog.

## Biografi
Dahlgren blev 1910 filosofie kandidat vid Uppsala universitet, 1911 filosofie magister och 1916 filosofie licentiat och filosofie doktor. Han var verksam som amanuens vid botaniska laboratoriet i Uppsala 1912–1915, som lärare vid Ultuna lantbruksinstitut 1915–1931 och som lektor vid Folkskoleseminariet i Uppsala 1921–1953. Han blev docent i botanik vid Uppsala universitet 1916, och tillades 1947 professors namn efter att 1929 ha förklarats professorskompentent (men ej ha fått den professur han då sökte) och i flera omgångar ha varit tillförordnad som professor.
Dahlgren höll även välbesökta populärvetenskapliga föredrag vid Statens institut för rasbiologi, men var aldrig anställd vid institutet.
Hans vetenskapliga skrifter gällde framför allt botanisk morfologi, embryologi, genetik och kulturhistoria.
Dahlgren invaldes 1952 som ledamot av Kungliga Vetenskaps-Societeten i Uppsala och blev 1965 hedersledamot av Svenska botaniska föreningen.

### Familj
Ossian Dahlgren var gift med fil. kand. Greta Estelle. Han ligger begravd på Uppsala gamla kyrkogård (i graven intill Herman Lundborg).